# Hans Spemann
Hans Spemann (Stoccarda, 27 giugno 1869 – Friburgo in Brisgovia, 9 settembre 1941) è stato un biologo tedesco insignito del Premio Nobel per la medicina e fisiologia nel 1935 per la scoperta dell'effetto oggi noto come induzione dell'embrione, ovvero l'influenza esercitata da varie parti dell'embrione che dirige lo sviluppo di gruppi di cellule all'interno di particolari tessuti ed organi.

## Biografia
Nato a Stoccarda nel 1869, è il figlio maggiore del famoso editore tedesco Wilhelm Spemann. Dal 1878 al 1888 studia presso la "Eberhard-Ludwig Schule" di Stoccarda e poi lavora per un anno presso la società editrice del padre. Nel 1891 s'iscrive alla Facoltà di Biologia dell'Università di Heidelberg dove rimane colpito dai lavori di Carl Gegenbaur.
Tra il 1893 e il 1894 studia presso l'Università di Monaco di Baviera dove diventa amico di August Pauly. Dalla primavera del 1894 alla fine del 1908 lavora presso l'Istituto zoologico dell'Università di Würzburg e nel 1895 si laurea in zoologia, botanica e fisica. Nel 1898 viene nominato docente di zoologia presso l'Università di Würzburg e nel 1908 gli viene offerta la cattedra di Zoologia e Anatomia comparata all'Università di Rostock. Nel 1914 diventa direttore associato dell'Istituto di Biologia Kaiser-Wilhelm di Berlino e nel 1919 professore di zoologia all'Università di Friburgo, della quale sarà poi anche rettore nel biennio 1923-1924.
Il nome di Spemann sarà sempre associato al suo lavoro sulla embriologia sperimentale. Lui stesso diventò un pioniere nelle tecniche di micro-chirurgica. Nel 1924, lavorando sulle grandi uova di anfibi, ha scoperto, insieme a Hilde Mangold, l'esistenza di una zona nell'embrione, che, trapiantata in una parte non ancora differenziata di un secondo embrione, induce l'organizzazione di un embrione secondario. Questo prova l'esistenza in ogni embrione di un «centro organizzatore» o «organizzatore», nome da lui dato a queste parti. Per questa scoperta dell'effetto dell'"organizzatore" nello sviluppo embrionale, è stato insignito del premio Nobel nel 1935.
Morì a Friburgo il 9 settembre 1941.

## Importanza scientifica
Spemann è una figura di spicco nel campo dell'embriologia, in quanto si può quasi definire "l'inventore della tecnica della clonazione": fu il primo ad elabolare l'idea del trasferimento di nucleo di una cellula somatica (SCNT, somatic cell nuclear transfer) in una cellula uovo privata del proprio nucleo (1938), che si poté applicare però solo parecchi anni dopo la sua ipotesi per l'assenza di mezzi in quel periodo. Attraverso varie fasi e con risultati altrettanto varii e alterni, si è arrivati infine, dalla formulazione di Spemann, alla clonazione con successo della pecora Dolly.